# Chiusa Sclafani
Chiusa Sclafani é uma comuna italiana da região da Sicília, província de Palermo, com cerca de 3.293 habitantes. Estende-se por uma área de 57 km², tendo uma densidade populacional de 58 hab/km². Faz fronteira com Bisacquino, Burgio (AG), Caltabellotta (AG), Corleone, Giuliana, Palazzo Adriano.

## Demografia
| Variação demográfica do município entre 1861 e 2011                               |
|                                                                                   |
| Fonte: Istituto Nazionale di Statistica (ISTAT) - Elaboração gráfica da Wikipedia |